# 海津市立南濃中学校
海津市立南濃中学校（かいづしりつ なんのうちゅうがっこう）は、かつて岐阜県海津市南濃町安江2314-72にあった中学校である。当校の生徒は、「南中（なんちゅう）」と呼ぶ。
校舎は、山中にあるため校舎から麓までの坂のことを生徒は「南中坂（なんちゅうざか）」と呼ぶ。
2016年3月、69年の歴史に幕を閉じ 同市内の城南中学校に統合された。

## 部活動
- 野球部（男子のみ）
- サッカー部（男子のみ）
- バレー部（女子のみ）
- バスケットボール部
- テニス部
- 卓球部
- 剣道部
- パソコン部

## 歴史
- 1947年

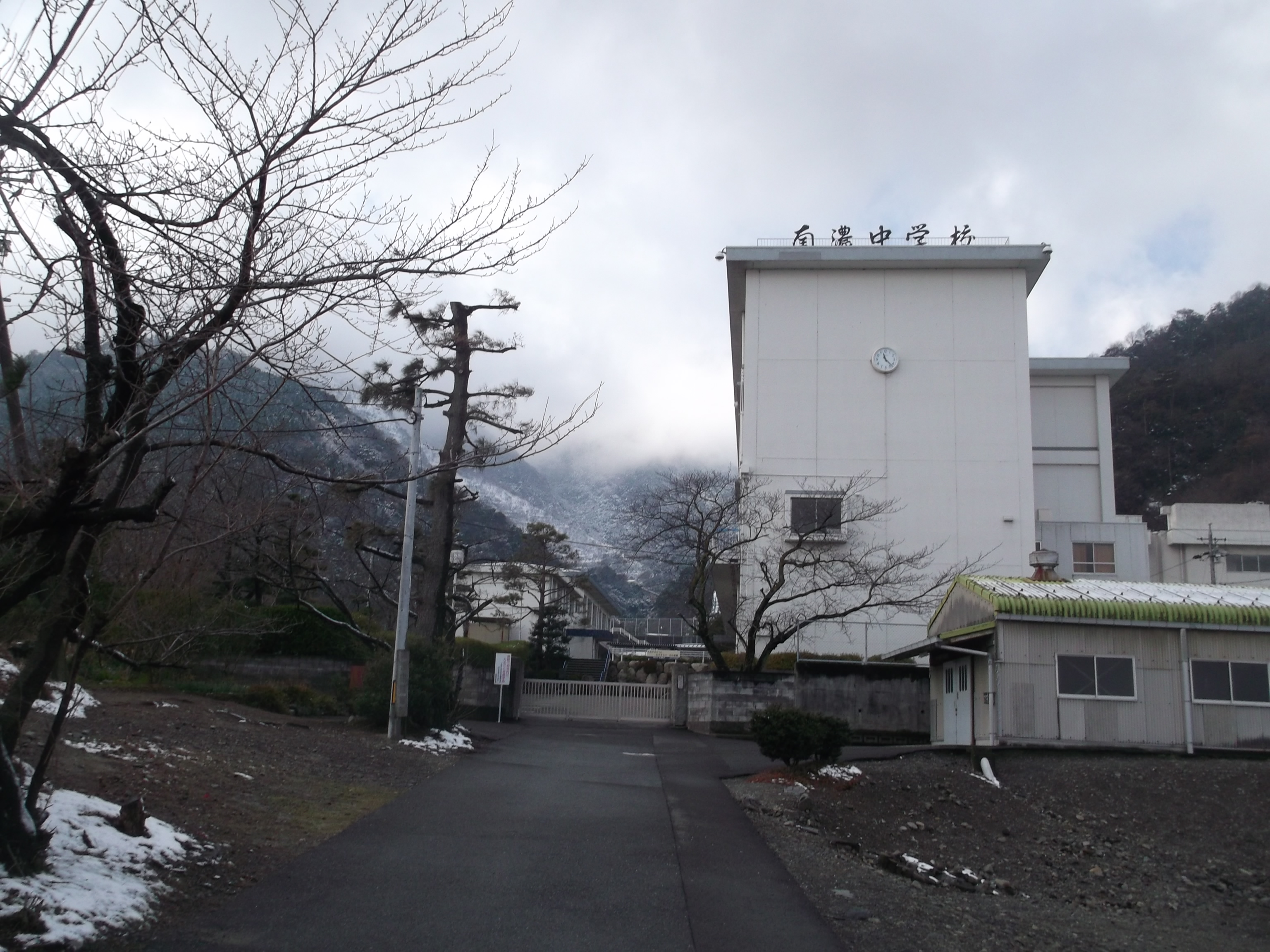
近景

  - 4月1日 - 岐阜県海津郡学校組合立南濃中学校の設立認可を受ける。
  - 4月22日 - 石津小学校において開校式を挙行、本校を石津小学校に置き、西江分校、大江分校併置により発足する。
- 1948年
  - 4月10日 - 現在地に新校舎が落成する。
  - 4月28日 - 南濃中学校校歌を制定する。
- 1956年6月30日 - 県教育委員会理科研究指定校となる。
- 1957年9月30日 - 創立10周年記念式典を挙行する。
- 1970年3月7日 - 体育館が竣工する。
- 1971年8月21日 - プールが完成する。
- 1977年11月 - 三十周年記念式典を挙行する。
- 1982年4月1日 - 文部省体力づくり推進校となる。
- 1988年3月23日 - 剣道場が竣工する。
- 1990年4月1日 - 南濃町立南濃中学校となる。
- 1999年
  - 6月26日 - TBS『学校へ行こう!』収録。
  - 9月14日 - 中庭「ふれあい広場」が完成する。
- 2005年3月28日 - 海津市立南濃中学校となる。

- 2016年3月 海津市立城南中学校に統合される。

## 校区
- 石津小学校校区
  - 安江地区
  - 太田地区
  - 吉田地区
  - 田鶴地区
  - 松山地区
  - 境地区

## 最寄り駅
- 養老鉄道養老線
  - 石津駅
  - 美濃山崎駅

## その他
- 南濃中学校の校地・校舎は、海津市により学校跡地活用事業として貸与されることとなり、2018年5月に優先交渉者が決定した[1]